# Elasmus cavicolous
Elasmus cavicolous är en stekelart som beskrevs av Krishna K. Verma och Hayat 2002. Elasmus cavicolous ingår i släktet Elasmus och familjen finglanssteklar. Inga underarter finns listade i Catalogue of Life.